# Trichlorek fosforu
Trichlorek fosforu, chlorek fosforu(III), PCl
3 – nieorganiczny związek chemiczny z grupy chlorków kwasowych.

## Zastosowanie
W syntezie chemicznej do otrzymywania pochodnych fosforu (np. estrów, amidów) na III stopniu utlenienia.